# Суринам
Суринам (хол. Suriname), или званично Република Суринам (хол. Republiek Suriname), независна је држава смештена у североисточном делу Јужне Америке у географско-политичкој регији познатој као Гвајане. Налази се у источном делу Гвајанске висоравни на обали Атлантског океана, и граничи се са француским прекоморским департманом Гвајаном на истоку, Републиком Гвајаном на западу и Бразилом на југу. Са површином нешто мањом од 164.000 km² и популацијом од свега 560.000 становника Суринам је најмања јужноамеричка земља. Држава је административно подељена на десет округа, већина становништва живи у уском приобалном појасу уз обалу, а главни и највећи град у земљи је Парамарибо.
Пре доласка европских истраживача почетком XVI века на подручју данашњег Суринама живела су бројна домородачка племена, а најраширенији су били припадници номадских етничких група Аравака и Калина. Европски колонизатори оснивали су широм земље бројне плантаже на којима су углавном радили афрички робови и поробљено локално становништво. У периоду 1667—1954. Суринам је постојао као холандска колонија, а тек 1954. добија званичан статус конститутивне земље Краљевине Холандије. Суринам је постао независан 25. новембра 1975. године. Устројен је као унитарна парламентарна република.
Иако се географски налази у континенталном делу Јужне Америке, културолошки гледано Суринам је више карипска земља и пуноправни је члан Карипске заједнице држава (CARICOM). Службени језик је холандски, а још пет језика има званичан статус на националном нивоу, између осталих то су и енглески и јавански језик. Суринам је једина независна држава поред Холандије у којој већина становништва говори холандским језиком.
Суринам је пуноправни члан бројних међународних организација попут Уједињених нација, Организације исламске сарадње, Уније јужноамеричких нација, Организације америчких држава, Покрета несврстаних, Међународног монетарног фонда, Холандске језичке уније и других.

## Етимологија
Корен савременог назива земље вероватно води порекло од једног од племена етничке групе Тајнаји који су насељавали подручје савременог Суринама пре доласка Европљана, а који су себе називали Суринен. Први британски досељеници који су на том подручју формирали колонију Маршалс Крик преузели су тај назив и модификовали га на садашњи облик Суринам. Име земље у српски језик је дошло управо преко енглеског језика. 
У изворном холандском изговору име државе се изговара као Суринама (ˌsyriˈnaːmə).

## Географија
Република Суринам се налази у североисточном делу јужноамеричког континента и у целости лежи на подручју Гвајанске висоравни. Са површином од 163.821 km² Суринам је територијално најмања суверене држава на континенту, а територијално су мањи једино Француска Гвајана и Фолкландска Острва. По величини територије налази се на 90. месту у свету (рачунајући само независне државе), а поређења ради Суринам је двоструко већи од Србије. Копнени део земље чини око 156.000 km², док око 7.820 km² чине водене површине (око 1,1% од укупне површине земље). Највећи део земље налази се на подручју између 1° и 6° северне географске ширине и 54° и 58° западне географске дужине. Географско средиште земље налази се на координатама 4° 00′ N 56° 00′ W / 4.000° С; 56.000° З. 
Суринам се граничи са три државе, а укупна дужина државних граница је 1.703 km. Најдужа је западна граница са Републиком Гвајаном и њена дужина је око 600 km, на југу је граница са Бразилом (дужина границе је 593 km), а на истоку са Француском, односно са њеним прекоморским департманом Француском Гијаном (дужина 510 km). На северу Суринам излази на обале Атлантског океана, а дужина његове обале је 386 km. У саставу Суринама налазе се и територијалне воде на удаљености од 12 наутичких миља од обале (22,2 km), док се ексклузивна економска зона протеже до 200 наутичких миља од обале (370,4 km). 
Југозападни део Гвајане, односно југозападни део Суринама, подручје познато као област Тигри (око 15.000 km²) је предмет територијалног спора између две државе који датира још од 1840. године. Подручје је од 1969. под де факто контролом Републике Гвајане иако га де јуре власти Суринама сматрају саставним делом те земље. Спор око поморске границе са Гвајаном решен је на Међународном суду за арбитражу, а у складу са „Повељом Уједињених нација о праву на мору” који су обе земље потписале, а спор је званично решен 20. септембра 2007. године. Предмет спора је и југоисточни део границе са Француском Гвајаном. 

### Геологија и рељеф
Јулијанатоп је највиша планина у земљи са висином од 1.286 m изнад нивоа мора. Смештена на штиту Гијана, земља може да се подели у две главне географске регије. Северни, низијски приобални део (отприлике изнад линије Албина-Паранам-Вагенинген) је култивисан, и већина популације живи овде. Јужни део се састоји од тропских кишних шума и ретко насељених савана дуж границе са Бразилом.

#### Клима
Налази се између два до пет степени северно од екватора, Суринам има веома топлу тропску климу и температуре не варирају пуно у току године. Година има две кишне сезоне, од априла до августа и од новембра до фебруара. Такође има и две суве сезоне, од августа до новембра и од фебруара до априла.

## Историја
Бивша Холандијска колонија Суринам у Јужној Америци, северно од Бразила добила је независност 1975. године. На основу устава који је поништен 1980. године био је Суринам парламентарна република.
Суринам су открили 1499. године шпански морепловци Алонсо де Охеда, Америго Веспучи и Хуан де ла Коста али га нису населили иако га је Шпанија 1594. године присвојила остао је и надаље ненастањен. У првој половини 17. века су његову колонизацију покушали да направе Холанђани, Британци и Французи. Прво трајно насеље су 1651. године основао је Енглез Хју Вилафби и право на то насеље му је потврдио 1662. године енглески краљ Чарлс I. Насеље су оснажили и јеврејски колонисти. 1667. године колонију су добили Холанђани као замену за „Нови Амстердам“ (данашњи Њујорк). Године 1683. настало је друштво Суринам које је развијало робовласничко плантажерску привреду. Бечки конгрес је потврдио Суринам као холандску крунску колонију. Све до укидања ропства 1863. године, у колонији су радили робови из Африке, Кине, Индонезије и Индије. Суринам је добио самосталност 1975. године и проглашена је република.
Влада министарског председника Хенка Арона прокламовала је политику несврставања. После војног преврата 1980. године преузела је владу осмочлана војничка група. Покушај да се оспори ова влада је пропао. После поништавања устава и после проглашења ванредног стања 1982. године глава државе је постао пуковник Деси Баутерсе. Суринам је требао да постане социјалистичка држава.
Почетком 1983. године укинула је Холандија сваку помоћ Суринаму која је чинила једну трећину његових прихода. У фебруару 1983. године именована је влада са Еролом Алибуксом. Влада је почела да преговара са Бразилом који је обећавао велику помоћ и у привреди и војну помоћ. Године 1986. почео је устанак под вођством Ронија Брусвијка који је прерастао у грађански рат. Становништво је добило нови устав и на слободним изборима изабран је председник Рамсевак Шанкар. Њега је ускоро заменио Јохан Краг, а 1991. године народно веће је изабрало за председника Роналда Венетијана.
Парламент Суринама је јула 2010. на функцију председника изабрао бившег војног диктатора, Деси Баутерсеа.

## Становништво
Око 37% становништва чине Индијци (Хиндустанци)-, потомци емиграната који су отишли из Индије у 19. веку. Креолци чине 31% становништва. Они су мешавина беле и црне расе, а Јаванци из бивше колоније Низоземске чине 15% популације у Суринаму. Маронци - потомци одбеглих афричких робова чине 10% становништва. Остатак становништва чине већином Кинези, Европљани и Бразилци.
Најзаступљеније вере у Суринаму су хришћанство (48,4%), хиндуизам (22,3%) и ислам (13,9%). Најзаступљенији језик је холандски, али се доста користе и матични језици. У Холандији живи велики број Суринамаца.

## Политика
Устав Суринама је донет 1987. године. Народна скупштина се састоји од 51 представника. Парламентарни избори у Суринаму се одржавају сваких пет година. Правни систем Суринама је преузет од Холандије. Суринам је пуноправни члан Карипске заједнице.
Суринам је прва држава која је опозвала признање независности самопроглашене такозване Републике Косово.

### Административна подела
Суринам је административно подељен на округе или дистрикте (хол. distrikten) који се у садашњим границама налазе од 1980. године. Административну поделу земље на мање самоуправне јединице први су увели Холанђани, а први званичан акт којим је земља подељена на 8 регија и два округа донесен је 8. октобра 1834. године. Током 1927. извршена је реконструкција административног апарата и земља је подељена на 7 округа. У наредним година са већим или мањим модификацијама мења се распоред и границе округа, а у садашњем облику егзистирају од 1980. године. На челу сваког округа налази се комесар ког на ту функцију именује директно председник државе. 
Сваки округ је даље подељен на „ресорте” (хол. ressorten), трећестепене нивое локалне самоуправе који су најсличнији општинама. Сваки ресорт чини главно насеље и неколико мањих оближњих насеља. На челу сваког ресорта налази се веће чији чланови се бирају на директним изборима на мандат од пет година. Целокупна територија Суринама је данас подељена на 62 ресорта.
| Пол. на мапи | Округ             | Админ. центар  | Површина km² | Површина у % | Становника 2012. | Становника у % | Гус. нас ст/km² |
| ------------ | ----------------- | -------------- | ------------ | ------------ | ---------------- | -------------- | --------------- |
|              | Округ Парамарибо  | Парамарибо     | 182          | 0,1          | 240.924          | 44,5           | 1.323,8         |
|              | Ваника            | Лелидорп       | 443          | 0,3          | 118.222          | 21,8           | 266,9           |
|              | Никери            | Ниув Никери    | 5.353        | 3,3          | 34.233           | 6,3            | 6,4             |
|              | Корони            | Тотнес         | 3.902        | 2,4          | 3.391            | 0,6            | 0,9             |
|              | Сарамака          | Гронинген      | 3.636        | 2,2          | 17.480           | 3,2            | 4,8             |
|              | Комевајне         | Ниув Амстердам | 2.353        | 1,4          | 31.420           | 5,8            | 13,4            |
|              | Пара              | Онвервахт      | 5.393        | 3,3          | 24.700           | 4,6            | 4,6             |
|              | Маровајне         | Албина         | 4.627        | 2,8          | 18.294           | 3,4            | 4,0             |
|              | Бракопондо        | Бракопондо     | 7.364        | 4,5          | 15.909           | 2,9            | 2,2             |
|              | Сипаливини        | нема           | 130.567      | 79,7         | 37.065           | 6,8            | 0,3             |
|              | Република Суринам | Парамарибо     | 163.820      | 100          | 541.638          | 100            | 3,3             |

## Привреда
Суринам је пољопривредна земља у развоју. Значајни за привреду земље су копови сировина су боксита и с тим у и вези производња алуминијума. Вади се и нафта. 80% електричне енергије добија се из водених електрана. Већину подручја покривају шуме (92% и то шуме што је највише на свету). За пољопривреду је важна производња риже , банана, цитруса и кокосових ораха, шећерне трске, а важно је и сточарство (узгајање говеда и перади) и риболов.
У Суринаму постоје две авио-компаније и два аеродрома. Саобраћај се врши или авионом или углавном пешке. Не постоји никаква жељезничка мрежа. У земљи је мало саобраћајних путева.

## Спорт
Руд Гулит, Франк Рајкард и Кларенс Седорф су звезде европског фудбала порекло са Суринама.